# Coll de Colieto
El Coll de Colieto és una collada que es troba en el terme municipal de la Vall de Boí, a la comarca de l'Alta Ribagorça, i dins del Parc Nacional d'Aigüestortes i Estany de Sant Maurici.
El coll està situat a 2.807,2 metres d'altitud, entre el Pic de Contraix (NE) i els Crestells de Colieto (E); comunica la Vall de Colieto (N) i la Vall de Sarradé (S).